# Птичье (Донецкая область)
Птичье (укр. Птиче) — посёлок в Покровском районе Донецкой области Украины. С 22 августа 2024 года, находится под контролем ВС РФ.
Население по переписи 2001 года составляло 274 человека. Почтовый индекс — 85347. Телефонный код — 623.

## Местный совет
85347, Донецкая обл., Покровский р-н, с. Миколаевка, вул. Центральная, 43